# Tianshui
Tianshui (em chinês 天水) é uma cidade da República Popular da China, localizada no sudeste da Província de Gansu, no Vale do Rio Wei, no centro-norte do país. Limita-se ao norte com Dingxi, ao sul com Longnan, e ao leste com Shaanxi.
Foi um lugar importante ao longo da Rota da Seda.
Atualmente é cortada por uma importante rodovia e pela Ferrovia Longhai desde de 1947.
Está numa região que é considerada o berço da civilização chinesa, com registros arqueológicos que datam da época do neolítico. Nos tempos antigos, era conhecido como Gui, e na época da Dinastia Han (206 AC -220 DC), passou a ser conhecida como Gui Xian, ou Shanggui Xian. Na época da Dinastia Song (960-1279) foi rebatizada como Chengji Xian. Na época da Dinastia Ming (1368-1644) foi rebatizada como Qin, nome que continuou a utilizar durante a Dinastia Qing (1644-1911/12). Seu nome atual é empregado desde 1950.
Entre 763 e 845 esteve sob domínio dos tibetanos, depois foi dominada pelos Tangutes até 1127, quando caiu sob domínio dos Juchen. Entre 1215 e 1368 esteve sob domínio dos mongóis.
Durante o Século V foi parte da principal via pela qual o budismo foi introduzido na China. A cerca de 25 Km da cidade existe o complexo de templos rupestres do Monte Maiji, que foi um importante centro budista durante a Dinastia Sui (581-618) e a Dinastia Tang, atualmente o local é um destino turístico.
A cidade fica em uma pequena bacia fértil, que conta com um antigo sistema de irrigação. Produz principalmente painço, milho, trigo, sorgo, algodão e tabaco. A oeste da cidade existe uma jazida de carvão mineral.
Atualmente é um importante centro industrial, onde há produção de máquinas, produtos têxteis, eletrodomésticos, vinho e móveis. A comunidade muçulmana (Hui) foi dizimada na época da Revolta Dungan, mas uma considerável população muçulmana permanece em uma área a nordeste. 
Em 2002, sua população estimada do núcleo urbano principal era de 480.638 habitantes. Em 2007, a população estimada da cidade e do entorno era de 1.225.000 habitantes.

## Administracão geográfica
Tianshui se divide en 2 distritos, 4 condados e 1 condado autônomo.
- Distrito Qinzhou 秦州区
- Distrito Maiji 麦积区
- Condado Qingshui 清水县
- Condado Qin'an 秦安县
- Condado Gangu 甘谷县
- Condado Wushan 武山县
- Condado autônomo Zhangjiachuan Hui  张家川回族自治县